# Römische Weinstraße

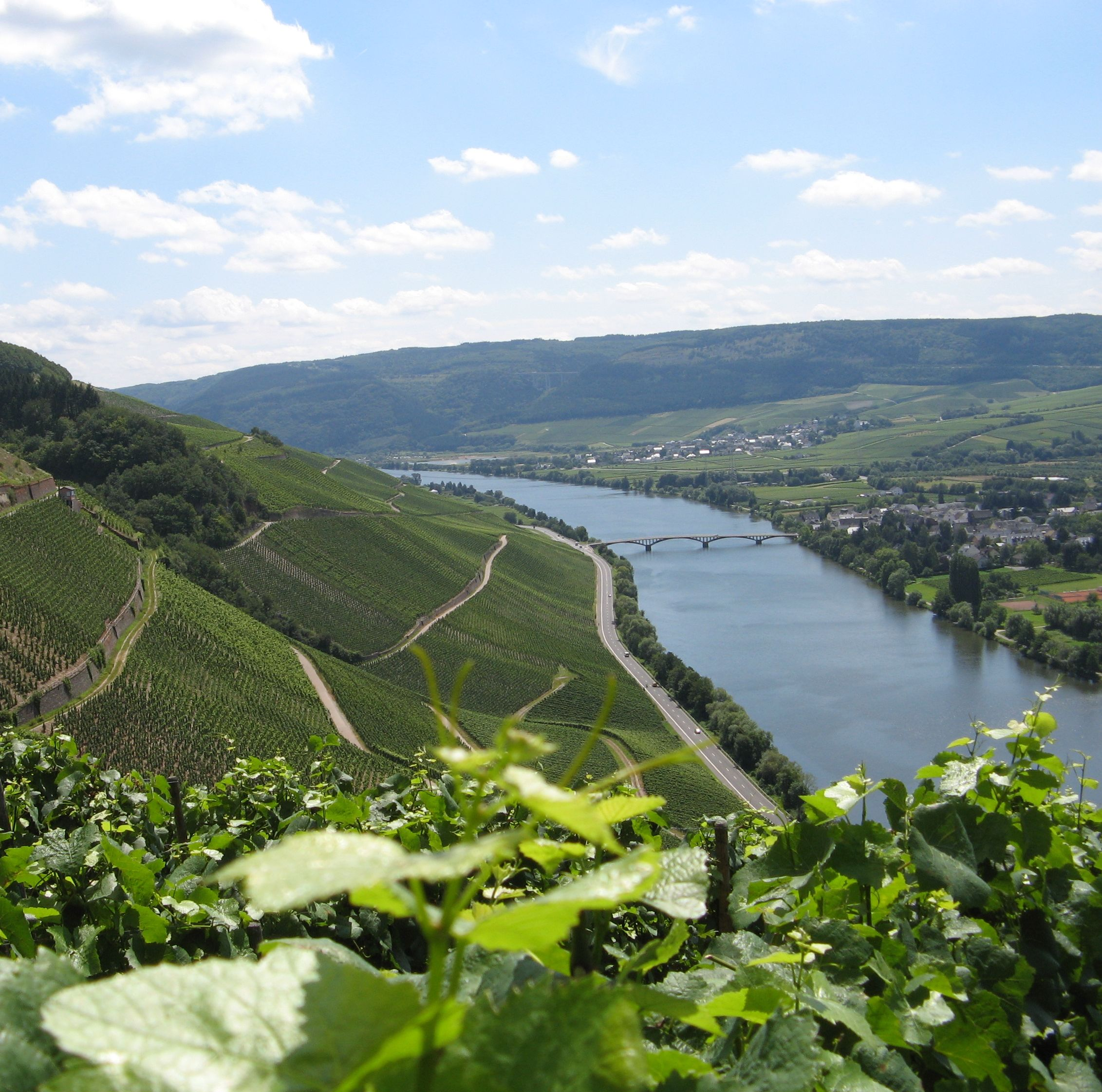
Blick auf die Weinberge und die Mosel vom Schweicher Annaberg

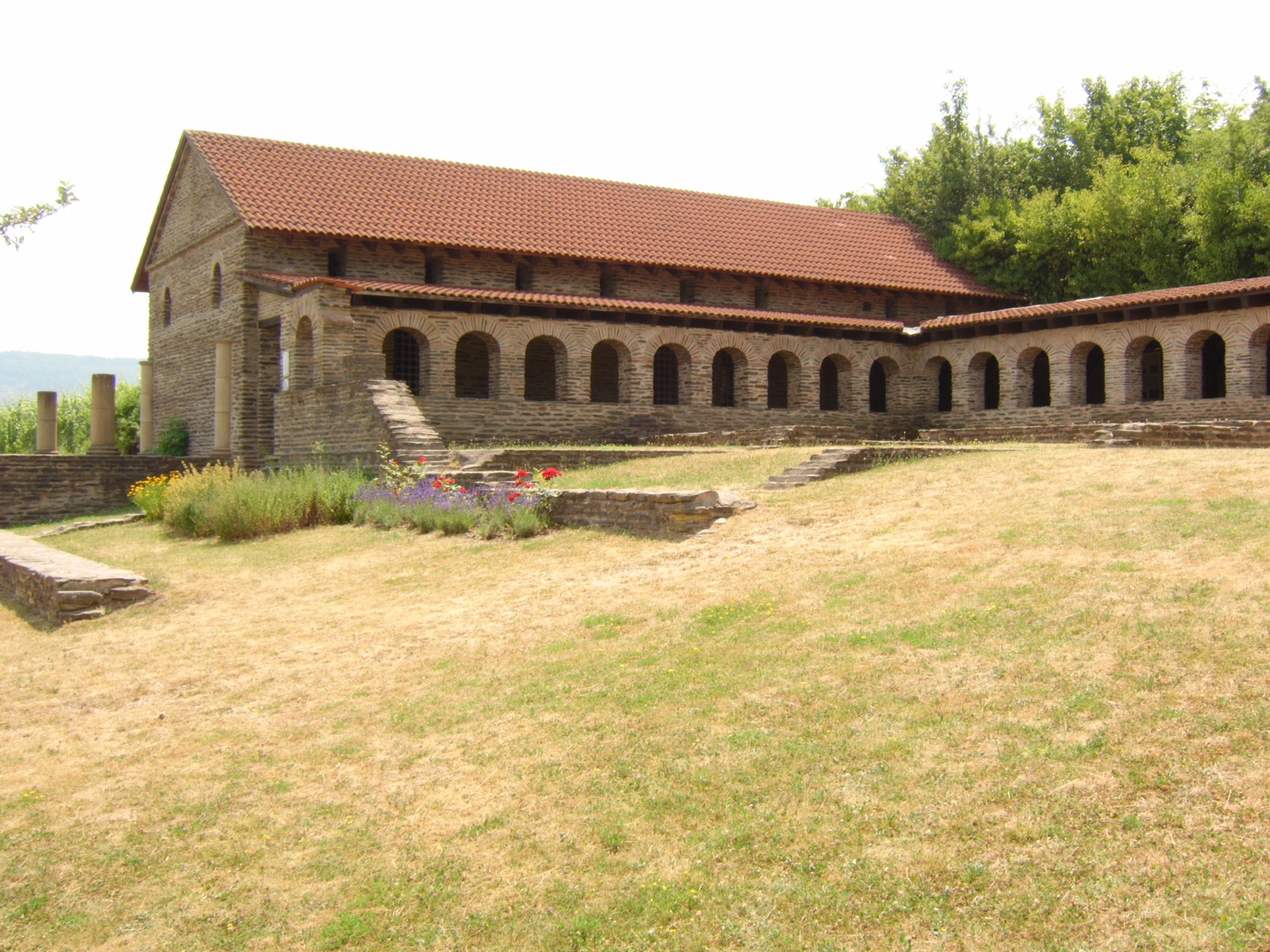
Villa Urbana in Longuich

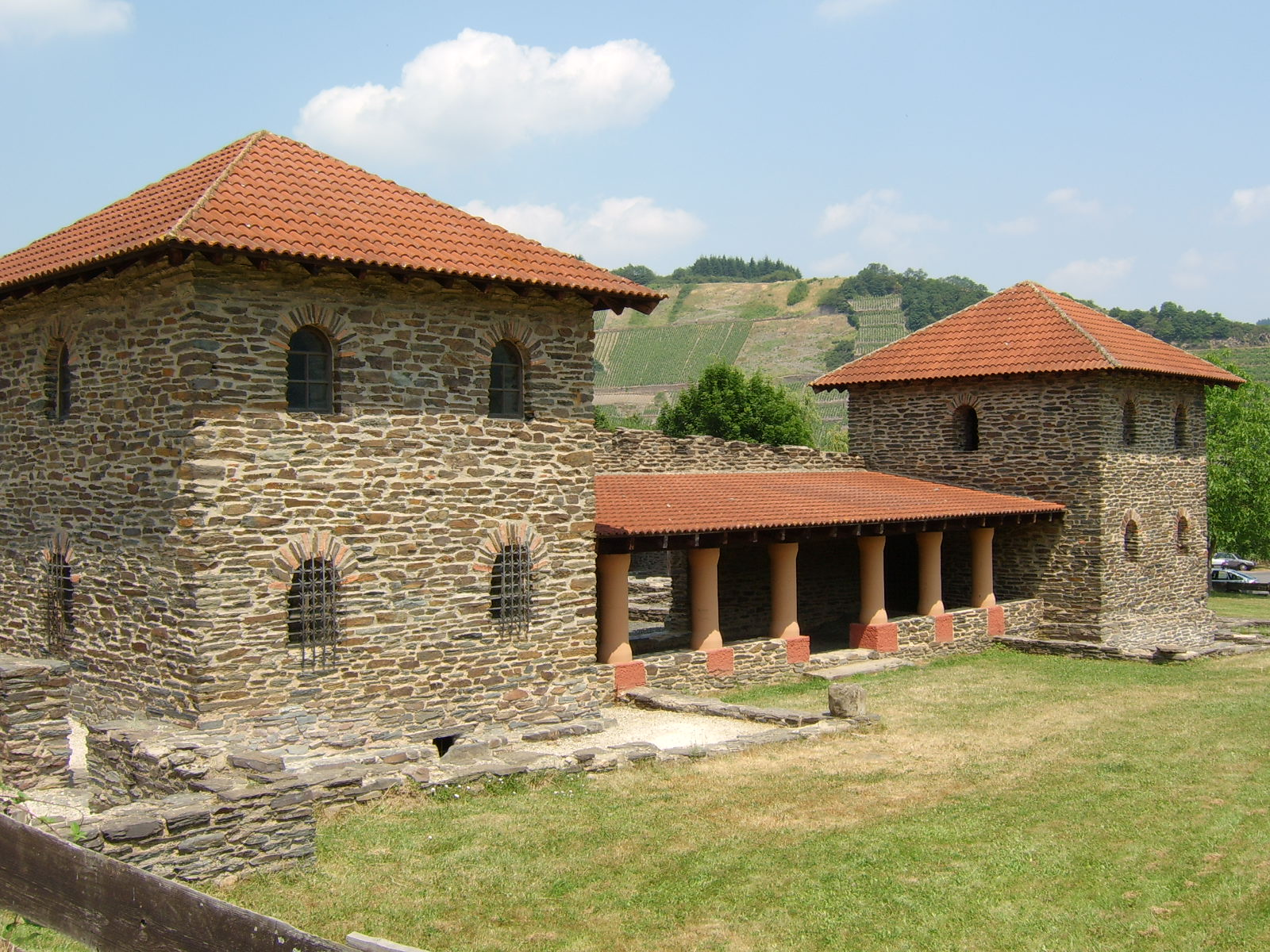
Villa Rustica (Mehring)

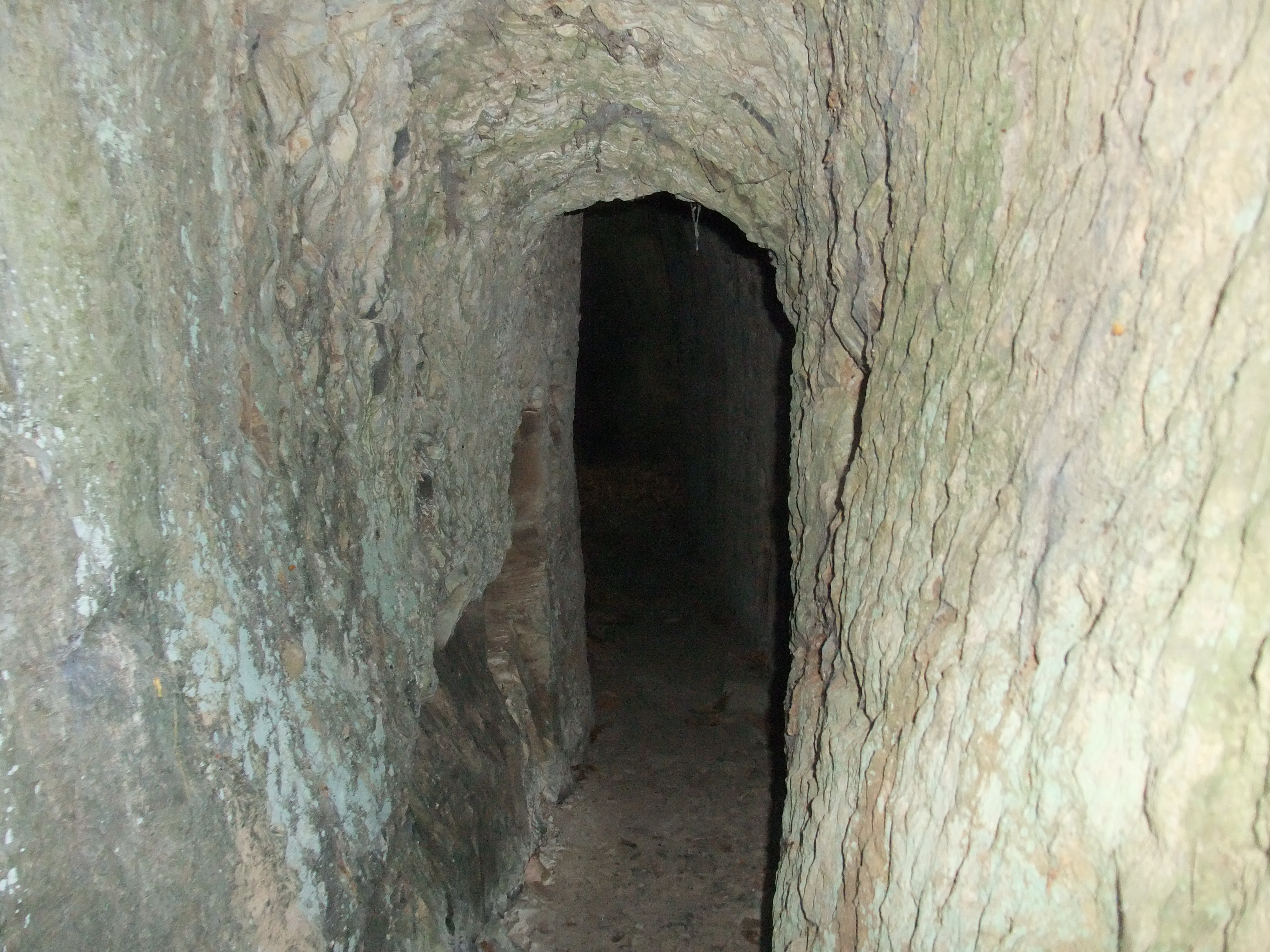
Römischer Qanat (Pölich)

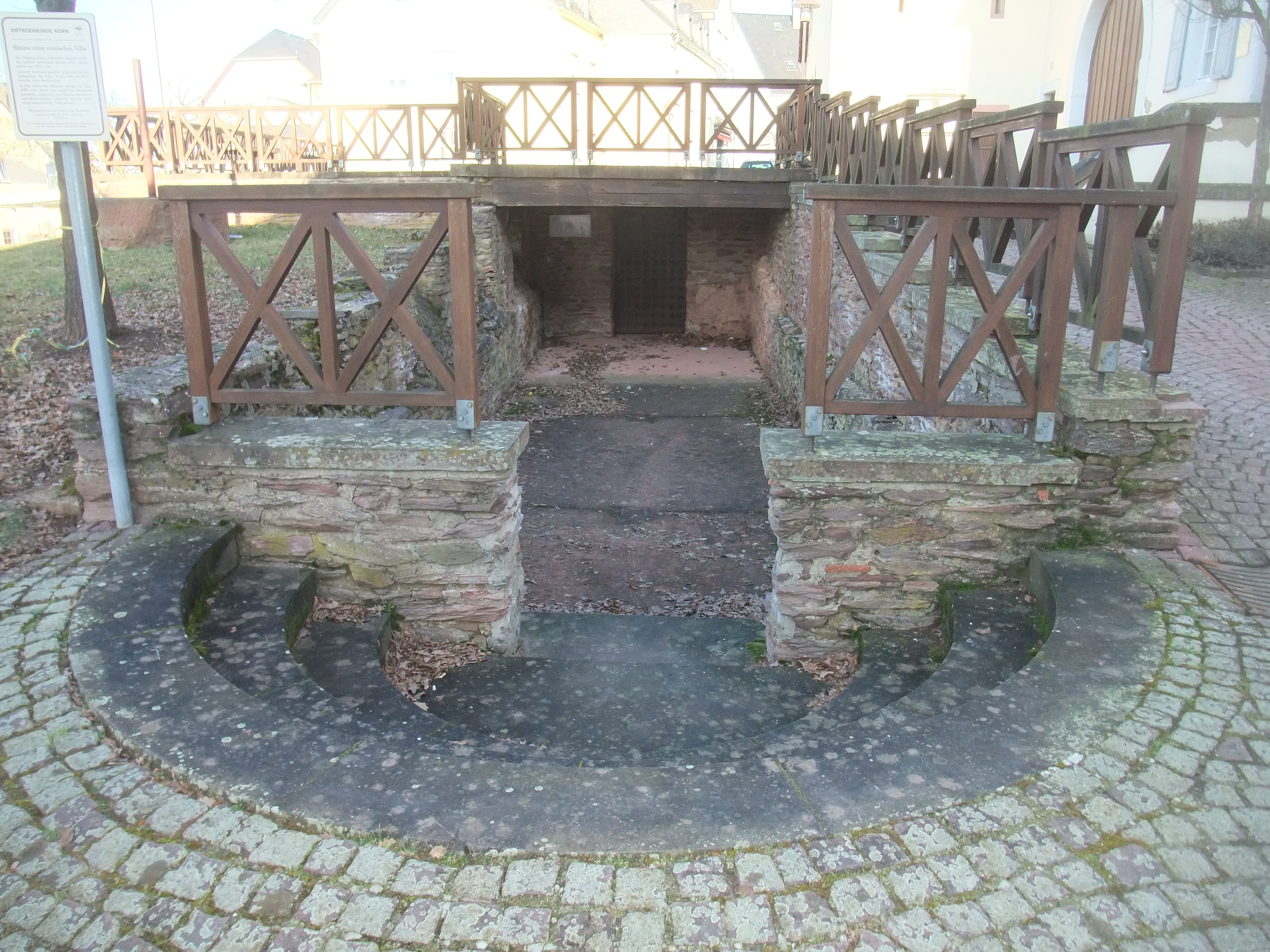
Römerkeller (Kenn)

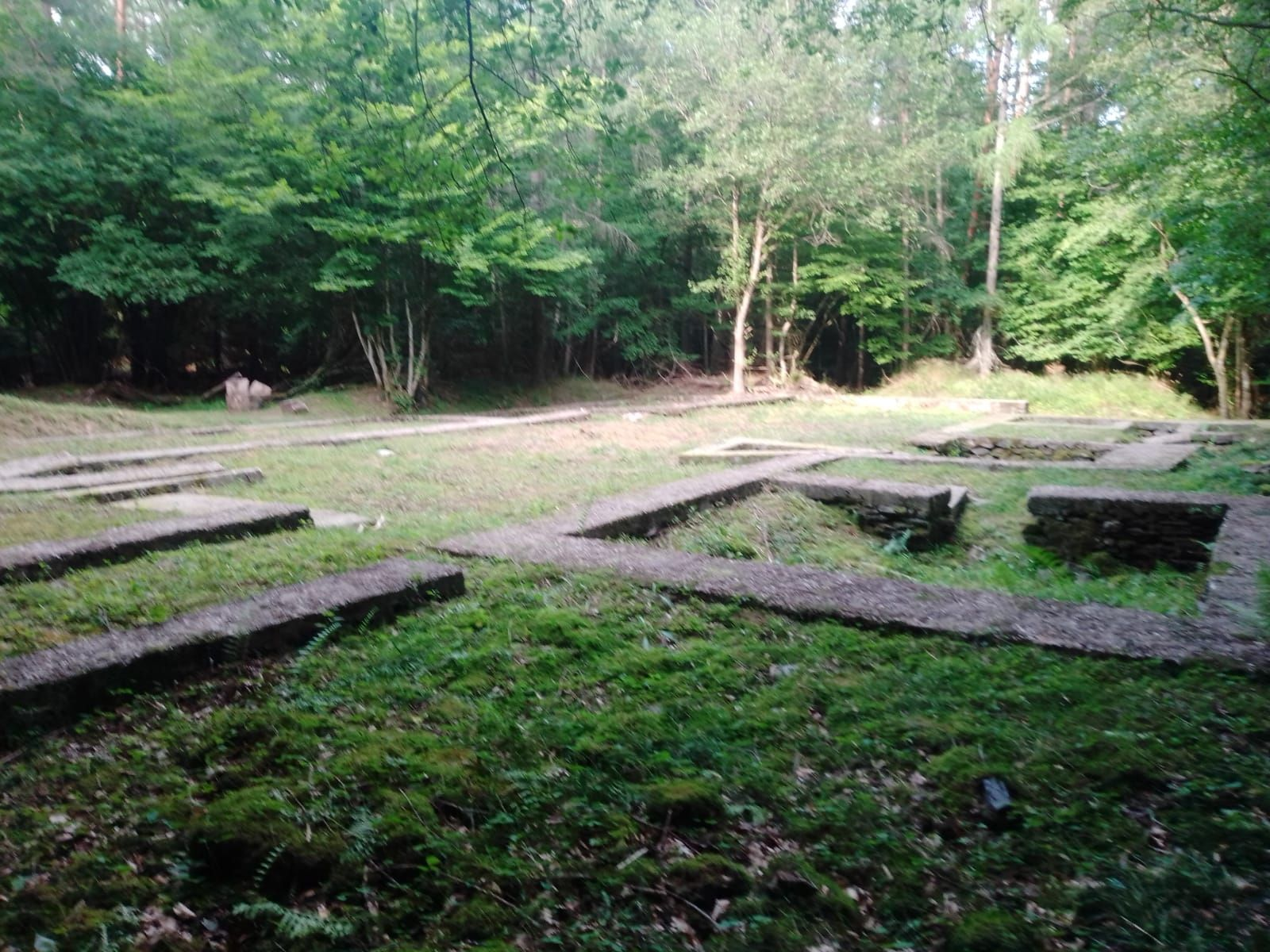
Reste der Römervilla Hostert

Die Römische Weinstraße ist ein Urlaubsgebiet an der Mosel im Bundesland Rheinland-Pfalz. Sie folgt zum Teil den alten römischen Versorgungsstraßen, die parallel zum Fluss angelegt waren.

## Lage
Die Römische Weinstraße beginnt wenige Flusskilometer abwärts von Trier. Das Moseltal zeichnet sich hier durch steile Weinberge mit künstlich angelegten Terrassen und deren Schieferböden aus.
Das Urlaubsgebiet befindet sich auf dem Gebiet der Verbandsgemeinde Schweich an der Römischen Weinstraße. Sie umfasst insgesamt 19 Orte: Bekond, Detzem, Ensch, Fell, Föhren, Kenn, Klüsserath, Köwerich, Leiwen, Longen, Longuich, Mehring, Naurath, Pölich, Riol, Schleich, Schweich, Thörnich und Trittenheim.

## Sehenswürdigkeiten
- Ehem. Römische Villa, Fastrau
- Römische Villen, Leiwen
- Villa Urbana in Longuich
- Villa Rustica in Mehring
- Römischer Meilenstein in Detzem, Nachbildung aus dem Jahre 1976
- Römischer Qanat (Mehring), Tunnelwasserleitung
- Römische Wasserleitung in Pölich, römische Villen Pölich
- Burgkopf bei Fell mit den Resten einer römerzeitlichen Tempelanlage
- Römerkeller Kenn: 1987 kamen bei Baumaßnahmen drei in einer Reihe angelegte Kellerräume (etwa 23 × 4,4 m) aus der Mitte des 2. Jahrhunderts n. Chr. zum Vorschein. Der östliche Keller mit drei halbrunden Nischen an der Süd- sowie einer weiteren an der Ostwand wurde restauriert und ist von außen zu sehen.
- Besucherbergwerk Barbara-Hoffnung in Fell, Feller Maximiner Burg
- Museumsmühle Molitorsmühle in Schweich

## Aktivitäten

### Radfahren
Im Gebiet der Römischen Weinstraße befinden sich zahlreiche Radwege. Der Mosel-Radweg von Metz nach Koblenz führt durch die Region. Weitere Radwege sind der Radweg Wittlicher Senke und der Salm-Radweg.
Für die Mountainbiker wurden seit 2003 fünf Strecken mit einer Länge zwischen 27,9 und 76,3 km und unterschiedlichem Höhenprofil von 718 bis 2119 m ausgewiesen.

### Wandern
Seit Mai 2009 steht den Wanderinteressierten im Bereich der Römischen Weinstraße ein neu überarbeitetes und durchgängig beschildertes Wanderwegenetz mit einer Länge von etwa 300 km zur Verfügung. Die dazugehörige Wanderkarte ist seit Mai 2009 erhältlich. Es gibt Strecken mit unterschiedlichen Schwierigkeitsgraden.
Auch der Moselhöhenweg, ein etwa 200 km langer Wanderweg von Palzem nach Koblenz, verläuft über Quint, Schweich und Klüsserath durch das Gebiet der Römischen Weinstraße.

## Weinanbau
Die Römische Weinstraße liegt im Weinbaugebiet Mosel, das als die älteste deutsche Weinregion gilt. Archäologische Funde belegen, dass bereits die Römer im 1. Jahrhundert n. Chr. hier Weinreben angebaut haben. Nach dem Ende der Römerzeit übernahmen die Klöster eine zentrale Rolle im Weinbau.
Heute wird auf dreiviertel der Fläche Riesling angebaut, eine weiße Rebsorte. Weitere wichtige Rebsorten sind Müller-Thurgau sowie die roten Sorten Spätburgunder und Dornfelder.